# 尼尔·阿姆斯特朗
尼尔·奥尔登·阿姆斯壯（英語：Neil Alden Armstrong，另有漢化譯名杭思朗，1930年8月5日—2012年8月25日），美国太空人、试飞员、海军飞行员和大学教授。在美國國家航空暨太空總署服役时，阿姆斯壯的首次太空任务是双子星8号，在这次任务中，他和大卫·斯科特执行了历史上第一次轨道对接。1969年7月21日，阿姆斯壯在执行他的第二次也是最后一次太空任务阿波罗11号时，迈出了“人类的一大步”，成为第一个踏上月球的太空人，他和其搭档巴兹·奥尔德林在月球表面共停留两个半小时。
成为太空人之前，阿姆斯壯曾是美国海军的飛機師，參與過朝鲜战争。他后来在国家航空咨询委员会（National Advisory Committee for Aeronautics，NACA）担任试飞员，飞行时间超过九百小时。作为试飞员，阿姆斯特朗飞过F-100“超级軍刀”A型和C型、F-101“巫毒”以及F-104“星”式战斗机，他飞过的其他机型包括X-1B型、X-5、X-15、F-105“雷公”、F-106“三角标枪”、B-47“同温层喷气”、以及KC-135“同温层加油機”。
距离阿波罗11号登月点五十公里的阿姆斯壯环形山就是以他的名字命名的。

## 个人经历

### 早年
尼尔·阿姆斯特朗是斯蒂芬·科尼·阿姆斯特朗（Stephen Koenig Armstrong）和薇奥拉·路易斯·恩格尔（Viola Louise Engel）的长子，1930年8月5日凌晨出生于俄亥俄州的沃帕科内塔（Wapakoneta）。斯蒂芬·阿姆斯特朗是俄亥俄州政府的公务员，一家人在14年裡多次搬迁，曾在16个城市安家。阿姆斯特朗一家最终回到了沃帕科内塔，此时尼尔·阿姆斯特朗已经成為鹰级童军（Eagle Scout），后来就读于布鲁梅高中（Blume High School）。

### 大学
1947年，阿姆斯特朗进入普渡大学，两年后在海军服役三年，再继续学习并于1955年毕业，后来在南加州大学获得了航空工程学硕士学位，他是家里的第二个大学生。阿姆斯特朗虽然被麻省理工学院录取，但他认识的唯一一个工程师（麻省理工学院毕业生）建议他不要去，认为最好不要离家太远。阿姆斯特朗在普渡大学的成绩普通，GPA最高的学期是在服役后，大学四年的平均GPA是4.8。
阿姆斯特朗读大学时认识了家政学学生珍妮特·伊丽莎白·希伦（Janet Elizabeth Shearon），阿姆斯特朗担任试飞员时与她订婚。1956年1月28日，两人在伊利诺州的威尔米特会众教堂结婚。被分配到爱德华兹空军基地后，阿姆斯特朗住在基地的单身宿舍里，珍妮特住在洛杉矶附近的西木区。一个学期后，他们搬到了羚羊谷（Antelope Valley）。珍妮特一直没能完成学位，对此她一直很遗憾。
阿姆斯特朗和珍妮特育有三个孩子：埃里克（Eric）、凯伦（Karen）和马克（Mark）。1961年6月，唯一的女儿凯伦的脑干中发现惡性腫瘤，X光治疗对肿瘤起到了抑制作用，但她的语言能力和行走能力则完全丧失。1962年1月28日，阿姆斯特朗的结婚纪念日当天，凯伦因肺炎去世。

### 朝鲜战争
1949年1月26日，阿姆斯特朗應召入伍，在彭萨科拉海军飞行基地（Naval Air Station Pensacola）进行了一年半的训练，于1950年8月12日结业。阿姆斯特朗最初被派到圣迭戈湾的飞行基地，两个月后被分配到VF-51“猎鹰”中队。1951年1月5日，阿姆斯特朗在他的首次飞行任务中飞F9F“豹”式喷气机。6月7日，阿姆斯特朗在艾賽克斯號航空母艦上进行了第一次航母降落。同一个星期内，他晋升为少尉。月末，艾賽克斯號经过检修后可以起降VF-51中队的战斗机，被派到朝鲜进行对地攻击任务。
1951年8月29日，阿姆斯特朗被派到金策进行侦查任务。五天后他的飞机被击中，但他最终还是飞回了本方区域。由于飞机机翼损伤过重，阿姆斯特朗不得不弹射逃生，落在浦项后被战友带回基地。他的飞机，125122号F9F-2下落不明。阿姆斯特朗在朝鲜一共执行了七十八次任务，飞行时间达到121小时，其中超过三分之一是在1952年1月。因为他在朝鲜的表现，他获得了飞行奖章、金星奖章以及朝鲜服役奖章。阿姆斯特朗1952年8月23日离开了海军，在海军预备队担任上尉，在1960年10月20日离开了预备队。

### 试飞员

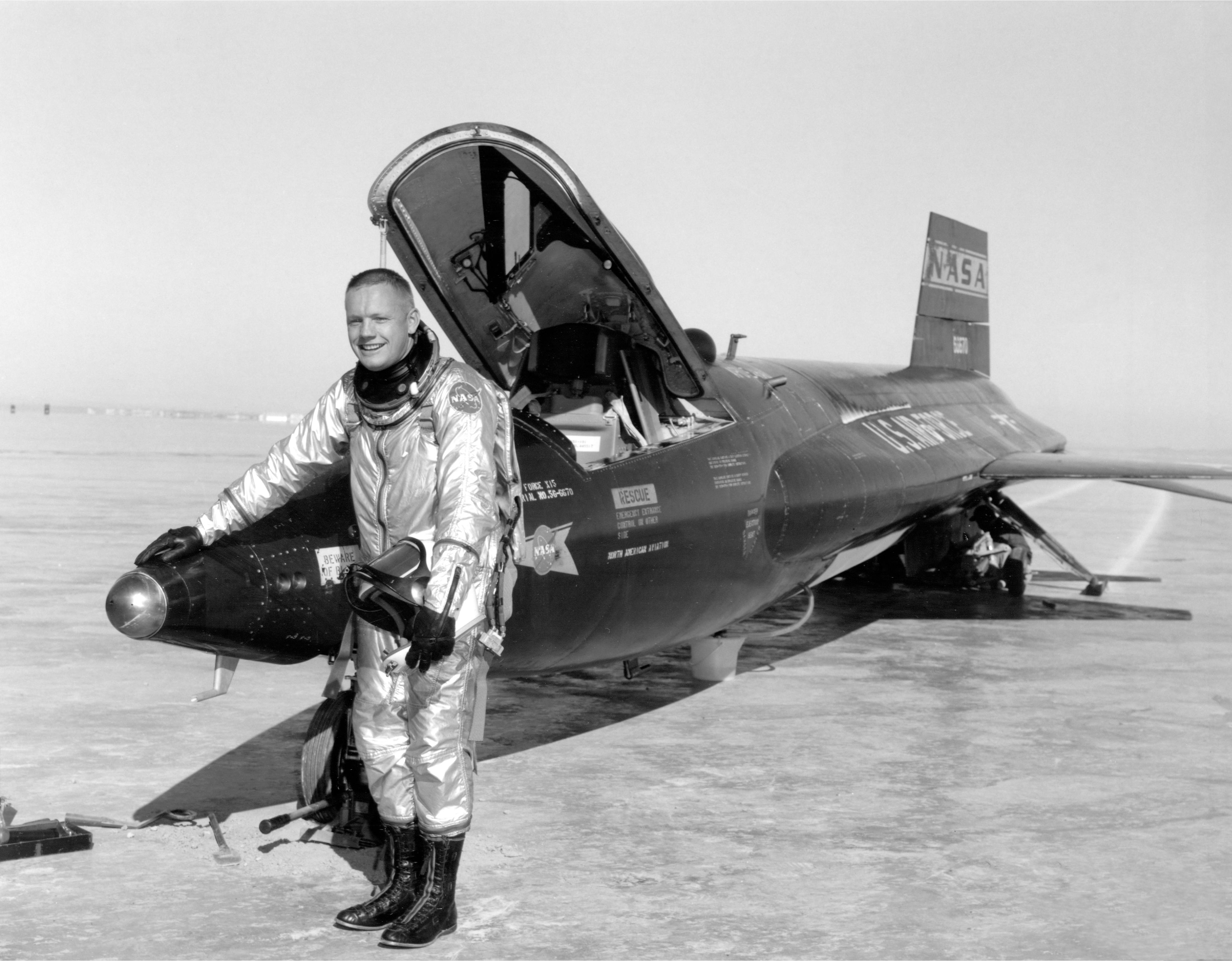
阿姆斯特朗站在1号X-15旁。

从普渡大学毕业后，阿姆斯特朗决定当一名试飞员。他向爱德华空军基地（Edwards Air Force Base）的德莱顿飞行研究中心（Dryden Flight Research Center）递交了申请，但当时没有名额，他被安排到了克里夫兰的格伦研究中心（Glenn Research Center），1955年2月正式开始试飞的工作。五个月后，阿姆斯特朗去了爱德华空军基地，在爱德华空军基地的第一天，阿姆斯特朗就被安排了飞行任务。他的前几次任务是驾驶改装的轰炸机投放跟踪机。
1957年8月15日，阿姆斯特朗首次驾驶超音速飞机：X-1B型，飞行高度为18,300米。降落时起落架被损坏，由于设计问题之前类似损坏已发生多次。1960年12月30日，阿姆斯特朗首次飞X-5，之后又飞了六次。第一次飞行中他达到了14900米的高度，1.75马赫。1960年11月，他被选入X-20“动力倍增器”飞机的飞行员顾问小组，X-20的设计思路是要成为一种能在太空中使用的战斗机。1962年3月15日他被选为这个计划的六名飞行工程师之一。
阿姆斯特朗前后飞七次X-15，驾驶X-15-3达到了约63000米的高度，驾驶X-15-1达到了5.74马赫的速度（6,615千米/小时）。离开飞行研究中心时，他已飞过超过五十个机型，飞行时间达到了2450小时。

### 双子座计划

#### 双子星座5号
阿姆斯特朗的第一次任务是担任双子星座5号的候补指令飞行员，与埃里奥特·希搭档。这次任务长达八天，创造了当时的纪录，任务的主力宇航员是戈尔登·库勃和皮特·康拉德。在卡纳维拉尔角观看发射后，阿姆斯特朗和希驾驶T-38“禽爪”型飞机回到休士頓，甚至还和在地球轨道中的库勃和康拉德通了话。

#### 双子星座8号

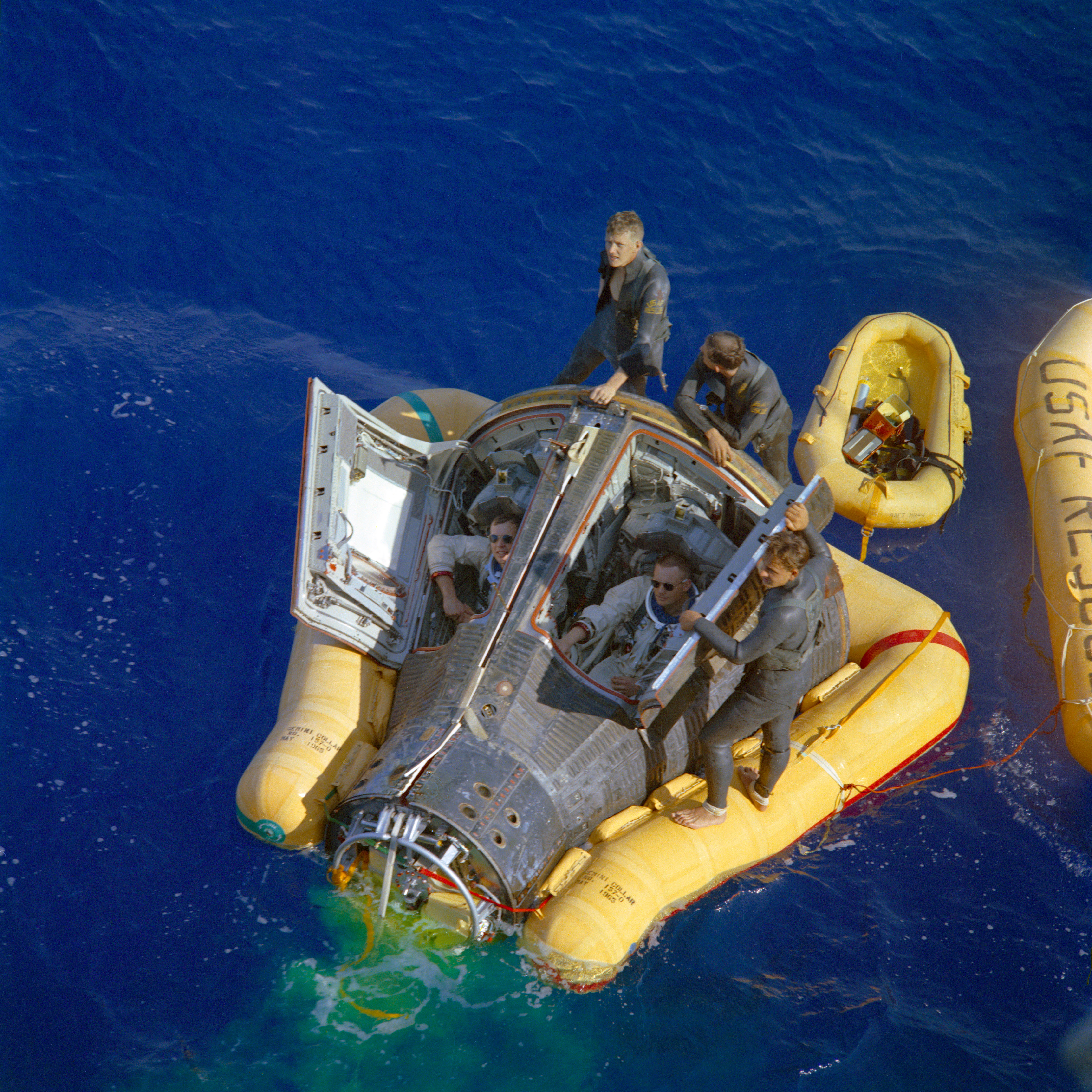
西太平洋内等待救援的双子星8号

1965年9月20日，双子星座8号的宇航员选择公布：阿姆斯特朗担任指令飞行员，与大卫·斯科特搭档。斯科特在同一批宇航员中第一个获得任务。双子星8号于1966年3月16日发射，计划中要与阿金纳对接舱完成轨道集合并对接以及美国航天史上第二次舱外活动（阿姆斯特朗本人不喜欢“太空行走”这个叫法）。计划中，整个任务将持续75小时，阿姆斯特朗和斯科特会环绕地球55周。当地时间上午10点阿金纳对接舱发射后，上午11点41分02秒，泰坦2号（Titan II）火箭发射，将两位宇航员送入太空。
进入轨道后六个半小时后，阿姆斯特朗和斯科特完成了历史上第一次轨道对接。由于地面上的许多地方缺乏通信站，与宇航员的通讯一度中断。此时已对接的阿金纳突然开始旋转，一開始認為問題出在阿金纳的控制系統上，但卻沒有辦法確定是不是因為推進器的問題，阿姆斯特朗尝试了轨道姿态控制与机动系统（Orbital Attitude and Maneuvering System，OAMS），利用阿金纳的重量保持平衡，但没能停止旋转。他们遵循早期任務控制的建議，与阿金纳分离，但旋转突然加快，达到了每秒一周，這表示双子座8号仍存在著問題。阿姆斯特朗决定使用返回控制系统（Reentry Control System，RCS）并关闭轨道姿态控制与机动系统。任务规则中明确规定返回控制系统一旦开启，航天器就必须尽快返回大气层。
宇航员办公室中的一些人认为阿姆斯特朗犯了大错，甚至还提到他不是军人这一细节。宇航员瓦尔特·康尼翰在他的自传《全美国男孩》（The All-American Boys）中提到阿姆斯特朗和斯科特完全忽视了这种情况下的应对方案。这其实是不真实的；没有这方面的规则。康尼翰还错误地认为当时阿姆斯特朗可以只打开返回控制系统中的一部份；其实他当时没有选择，只能全部打开。康尼翰是当时不多的严肃批评阿姆斯特朗和斯科特的行为的人之一。指挥中心负责人金·克兰兹（Gene Kranz）在他的自传《永不言败》（Failure Is Not An Option）中说道：“两位宇航员是按照训练步骤做的。我们的训练有误，使得他们出错。”任务决策人没意识到两个航天器对接后必须作为一个整体来对待。
阿姆斯特朗本人对这次任务觉得很难过，斯科特不得不放弃他的舱外活动，其他一些任务计划也没能完成。他没有听到别人的评论，但猜测如果当时再冷静一些，也许就不用开启返回控制系统，或者使用阿金纳对接舱的姿态控制系统就可以停止旋转而不必与其分离。

#### 双子星11号
双子星8号返回后两天，阿姆斯特朗接到了他在双子星计划中的最后一次任务：双子星11号的替补指令飞行员。已经为两次任务接受训练后，他对航天器的各个系统已经相当熟悉，任务过程中更多的是在帮助新人威廉·安德斯熟悉航天器操作。双子星11号于1966年9月12日发射，皮特·康拉德和理查德·戈尔登执行了这次任务。任务很成功，阿姆斯特朗担任了指令舱宇航通讯员（CapCom）。
双子星11号后，美国总统林登·约翰逊安排阿姆斯特朗、戈尔登、阿波罗航天器办公室主任乔治·洛（George Low），各自的妻子以及其他一些政府官员到南美进行了一次慈善访问。他们去了十一个国家的十四个城市。阿姆斯特朗在与当地名人见面时使用对方语言问好。在巴西，阿姆斯特朗谈到了巴西著名飞行员阿尔贝托·桑托斯-杜蒙特（Alberto Santos-Dumont），认为他发明的飞行器超过了莱特兄弟的第一架飞机。

### 參與阿波羅计划
1967年1月27日，阿姆斯特朗与戈尔登·库勃、理查德·戈尔登、吉姆·洛威尔和斯科特·卡彭特一道在华盛顿参加了《外空条约》（Outer Space Treaty）的签署仪式。晚上6点45分，卡彭特去了机场，其他四人返回了酒店。在酒店的电话留言里他们得知了阿波羅1号的大火以及维吉尔·格里森、爱德华·怀特和罗杰·查菲牺牲的消息。四人留在了酒店内，一晚上都在谈论这次事故，借酒浇愁。
1967年4月5日，阿波羅1号调查报告被公布的当天，阿姆斯特朗和其他十七名宇航员与迪克·斯雷顿开会。斯雷顿首先宣布：“首次登月的宇航员人选将从这间屋子里产生。”尤金·塞尔南后来回忆，阿姆斯特朗对这句话没有什么反应。对于阿姆斯特朗，这句话并不意外——当时在场的宇航员都参加了双子星计划，首次登月的人选只能从他们之中产生。斯雷顿谈到了计划中的任务，并将阿姆斯特朗安排到了阿波羅9号的替补团队。阿波罗9号当时是一次在远地轨道中测试登月舱的任务。由于登月舱的制造进度远远晚于预期，阿波羅8号和9号的人选被互换。按照宇航员的轮换制度，阿姆斯特朗将担任阿波羅11号的指令长。
为了使宇航员们熟悉登月舱的操作，贝尔飞行系统公司（Bell Aerosystems）生产了两部登月试验机（Lunar Landing Research Vehicles），日后被改装成了登月训练机（Lunar Landing Training Vehicles）。这两台机器能够模拟月球表面相当于地球六分之一的重力，使宇航员们能够提前适应登月舱的操作。1968年5月6日，阿姆斯特朗在训练时，登月训练机在离地面约30米的高度突然失灵，他发现训练机即将坠毁后使用弹射座椅跳伞逃生。事后研究显示，阿姆斯特朗如果晚0.5秒逃生，他的降落伞就没有足够时间完全打开。阿姆斯特朗并没有受重伤，只是咬到了自己的舌头。虽然几乎丧命，但阿姆斯特朗依然认为登月训练机对于模拟登月起到了一定的作用。

### 阿波羅11号

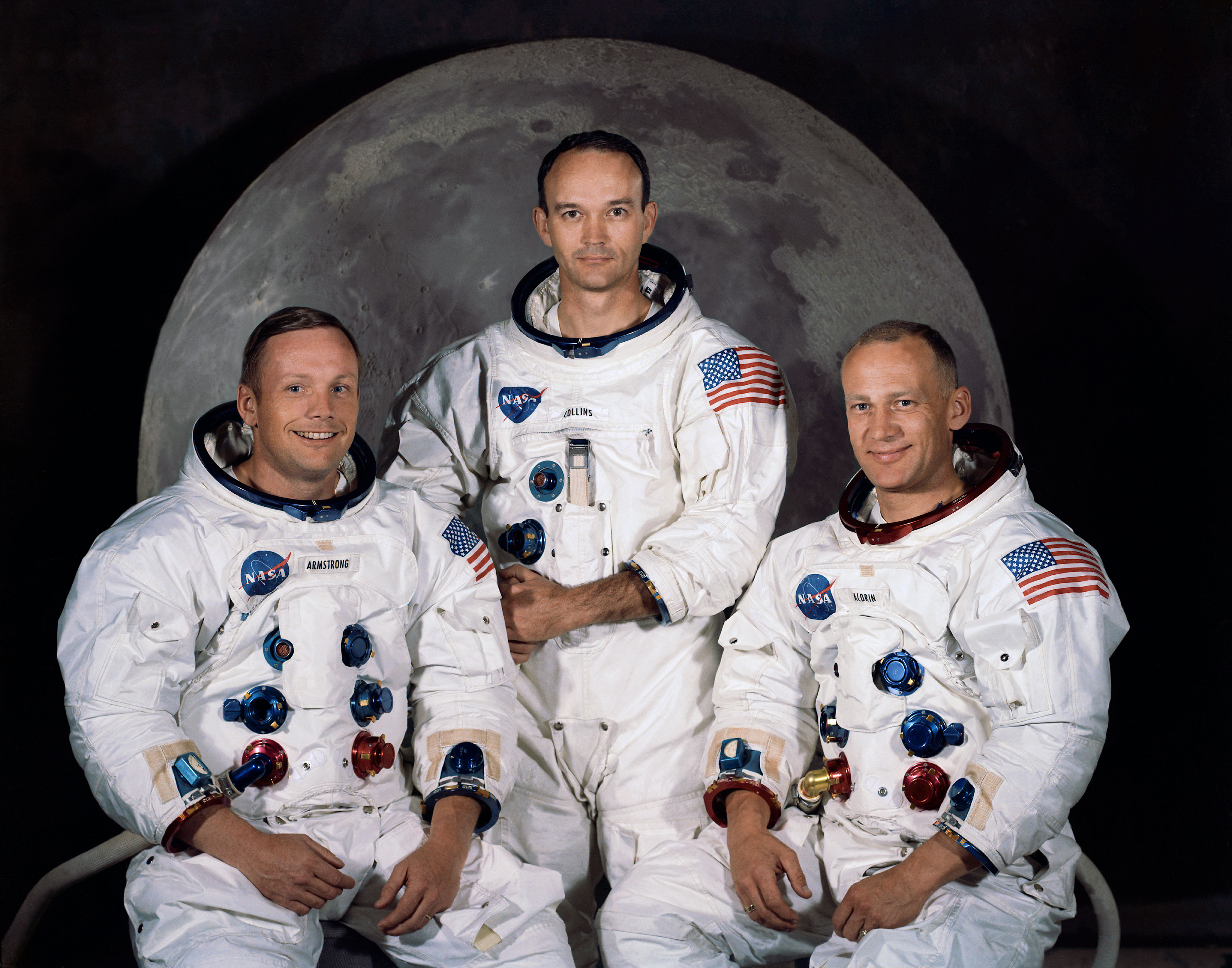
阿波羅11号成员合影。左起：尼尔·阿姆斯特朗、迈克尔·科林斯、巴兹·奥尔德林。

阿波羅8号环绕月球后，1968年12月23日，迪克·斯雷顿安排阿姆斯特朗（阿波羅8号的替补指令长）担任阿波羅11号的指令长，登月舱驾驶员是巴兹·奥尔德林，指令舱驾驶员是迈克尔·科林斯。在一次直到2005年阿姆斯特朗的传记中才公开的会议中，斯雷顿询问阿姆斯特朗是否需要将奥尔德林换成经验更加丰富的吉姆·洛威尔。考虑了整整一天后，阿姆斯特朗决定保留原来的安排，不仅因为奥尔德林完全可以胜任，洛威尔也配得上他自己的一次任务。在登月的三名宇航员中，登月舱驾驶员被非正式地排在第三位，阿姆斯特朗觉得让双子星12号指令飞行员洛威尔在自己的团队里排第三实在是无法解释。
围绕着阿波羅11号的一个小争议就是登月后谁第一个迈出登月舱踏上月球。起初奥尔德林认为他应该在先；双子星计划中的太空行走都是由飞行员执行，指令飞行员留在航天器内。指令飞行员在航天器中有许多责任，再增加舱外活动的训练会影响其他工作。
《阿波罗——月球远征》一书中（Apollo - Expeditions To The Moon），作者罗伯特·谢罗德（Robert Sherrod）写了“登月的人”（"Men For The Moon"）一章，介绍了奥尔德林的顾虑，还提到在模拟训练时，奥尔德林模拟率先离开登月舱必须爬过阿姆斯特朗才能到达舱门（登月舱舱门向内侧右边开，位于右边的登月舱驾驶员先出去非常困难），登月舱模型也因此被损坏。书中还提到斯雷顿曾说过：“……第二，哪怕只是在方案层面，我也觉得应该是指令长先出去……我发现他们原来的安排之后立刻就改过来了。鲍勃·吉尔鲁斯也同意。”
很可能是1969年3月，斯雷顿、吉尔鲁斯、洛和飞行任务中心主任克里斯·克拉夫特（Chris Kraft）在一次会议中决定阿姆斯特朗将第一个离开登月舱并踏上月球。1969年4月14日的一次新闻发布会中，官方宣布的由阿姆斯特朗第一个登月的原因是登月舱的设计。这四名决策人最初并不知道舱门设计的问题，这次会议直到2001年克拉夫特自传的发表才廣为人知。
1969年7月16日，阿波罗11号即将发射时，阿姆斯特朗收到了一份来自发射台负责人冈特·文特（Guenter Wendt）的礼物——一个聚苯乙烯做的月牙。文特说这是月球的钥匙。作为回赠，阿姆斯特朗给了文特一张“两个行星之间有效”的“太空出租车”票。

#### 飞向月球
阿波罗11号发射时，阿姆斯特朗的心率达到每分钟109下，对他来说发射的第一阶段尤其吵——比双子星8号的发射要吵得多。相对于双子星航天器，阿波罗太空舱要略大一些；但很幸运，三人都没有患其他宇航员曾遇到过的太空适应综合症。阿姆斯特朗特别高兴，他小时候曾晕车，大量的翻转动作后可能会出现晕眩。
阿姆斯特朗的目的仅仅是安全地降落，而没有一个特别的降落点。由于相对宽松的降落要求，阿姆斯特朗对登月的具体地点也不是特别在意。降落点火三分钟后，他发现登月舱提前两秒飞越了指定的环形山，意味着登月点将偏离计划中的位置好几英里。登月舱“鹰号”的降落雷达找到目标后，出现了几次错误。第一次是1202号错误；虽然任务前进行了大量的训练，阿姆斯特朗和奥尔德林仍不记得代码代表的错误。对于阿姆斯特朗警报声大作更多的是一种干扰而并不使他特别担心；之前的试飞员生涯使他明白只要仪器还在正常工作，探测器还在获得数据，就没有必要放弃任务。1202号警报（以及后来的1201号警报）是由登月舱电脑的演算溢位。

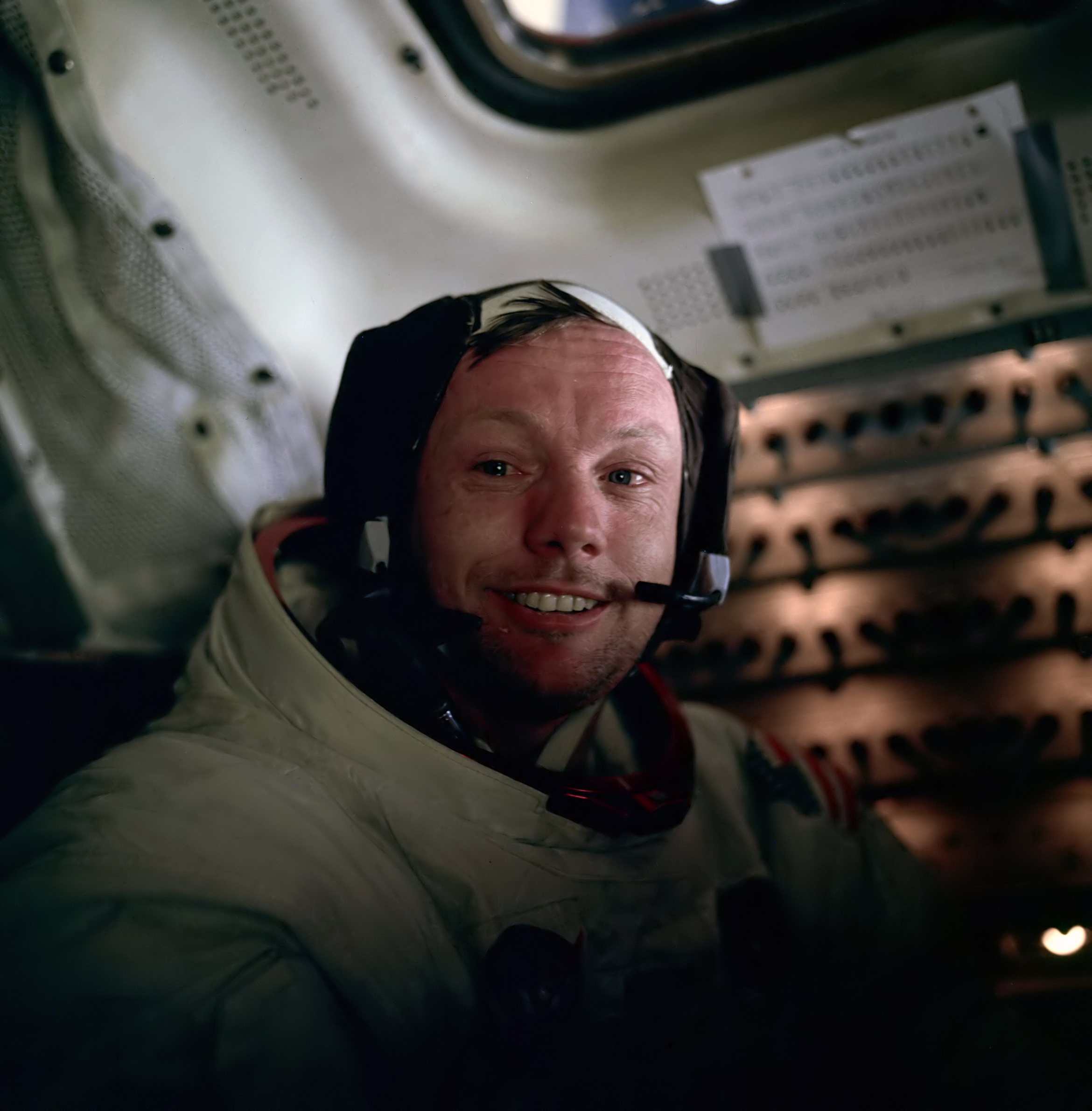
登月即将结束时，奥尔德林拍摄了这张阿姆斯特朗的照片

阿波罗11号登月的一个插曲就是降落时只剩几秒钟的燃料了。其实，阿姆斯特朗对燃料并不是特别担心；他在训练时多次使用登月训练机在只剩不到15秒的燃料时安全降落。他相信哪怕登月舱在离地15米时燃料用尽都没有问题。任务后的研究显示登月舱当时还剩下约50秒的燃料。
1969年7月20日20点17分39秒（UTC）成功降落后，阿姆斯特朗对指挥中心和整个世界说的第一句话是“休斯敦，这里是静海基地。‘鹰’着陆成功。”作为庆祝，奥尔德林和阿姆斯特朗只是握了一下手，拍了拍对方的肩膀就迅速开始登月后的任务步骤。由于对降落后可能的突发事件不确定，任务计划中两位宇航员需要在着陆后立刻做好紧急情况下迅速起飞的准备。

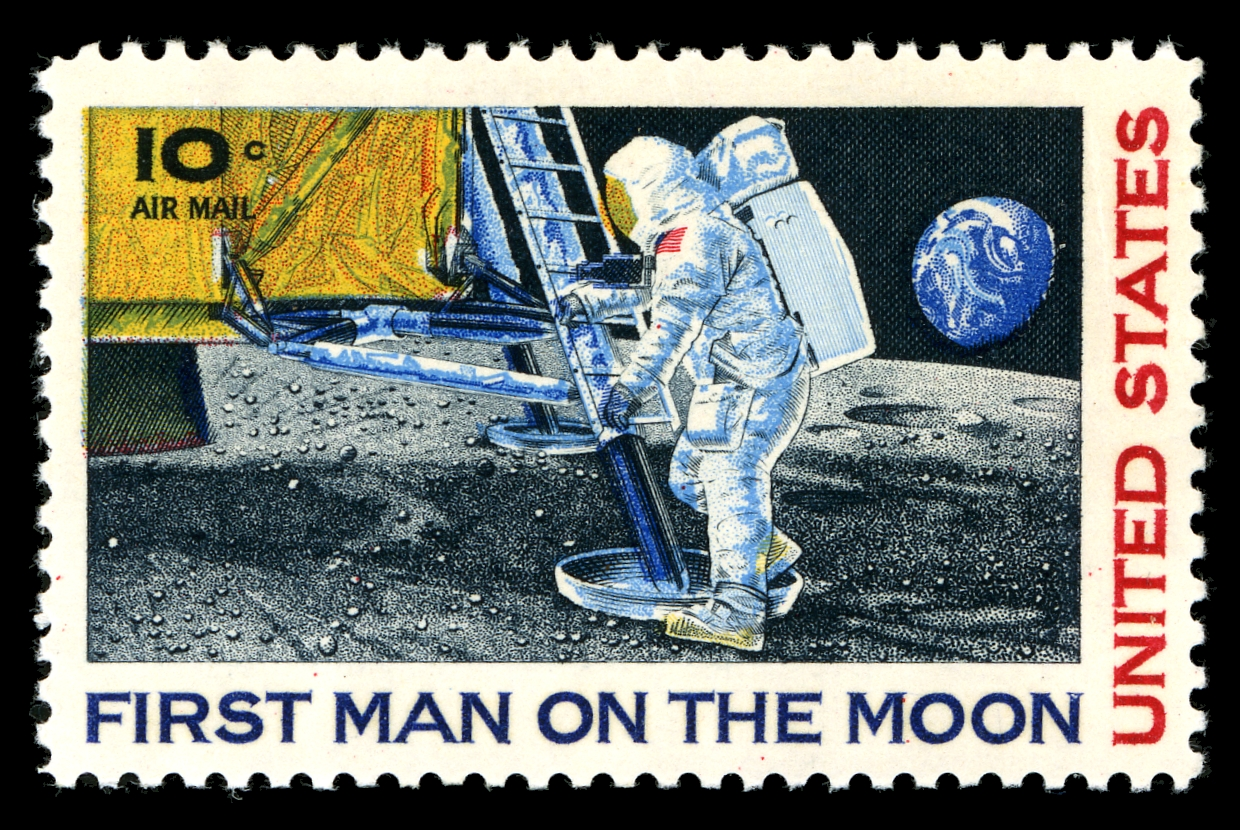
登月的纪念邮票。由于美国邮政局不为仍在世的人发行纪念邮票的规定，阿姆斯特朗的名字并没有出现在邮票上。

#### 首次踏上月球
航空航天局的正式任务计划安排两位宇航员在走出登月舱前先休息一会儿。两人都不是很累，于是阿姆斯特朗询问是否可以将月表行走提前到（休斯敦时间的）傍晚。准备停当，登月舱被减压，舱门打开，阿姆斯特朗缓慢地扶着梯子走下了登月舱。1969年7月21日凌晨2点56分（UTC），阿姆斯特朗的左脚踏上了月球，并说道：
这是个人的一小步，却是人类的一大步。
（That's one small step for man, one giant leap for mankind.）

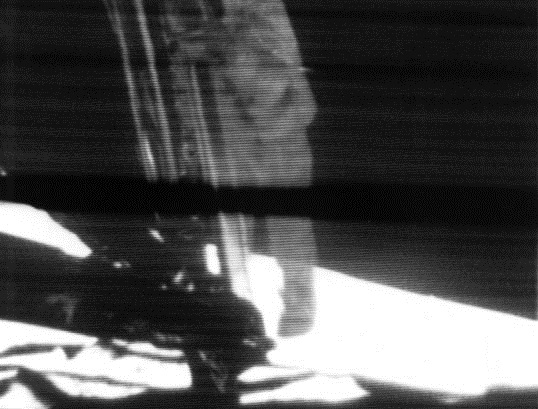
即将踏上月球的阿姆斯特朗。

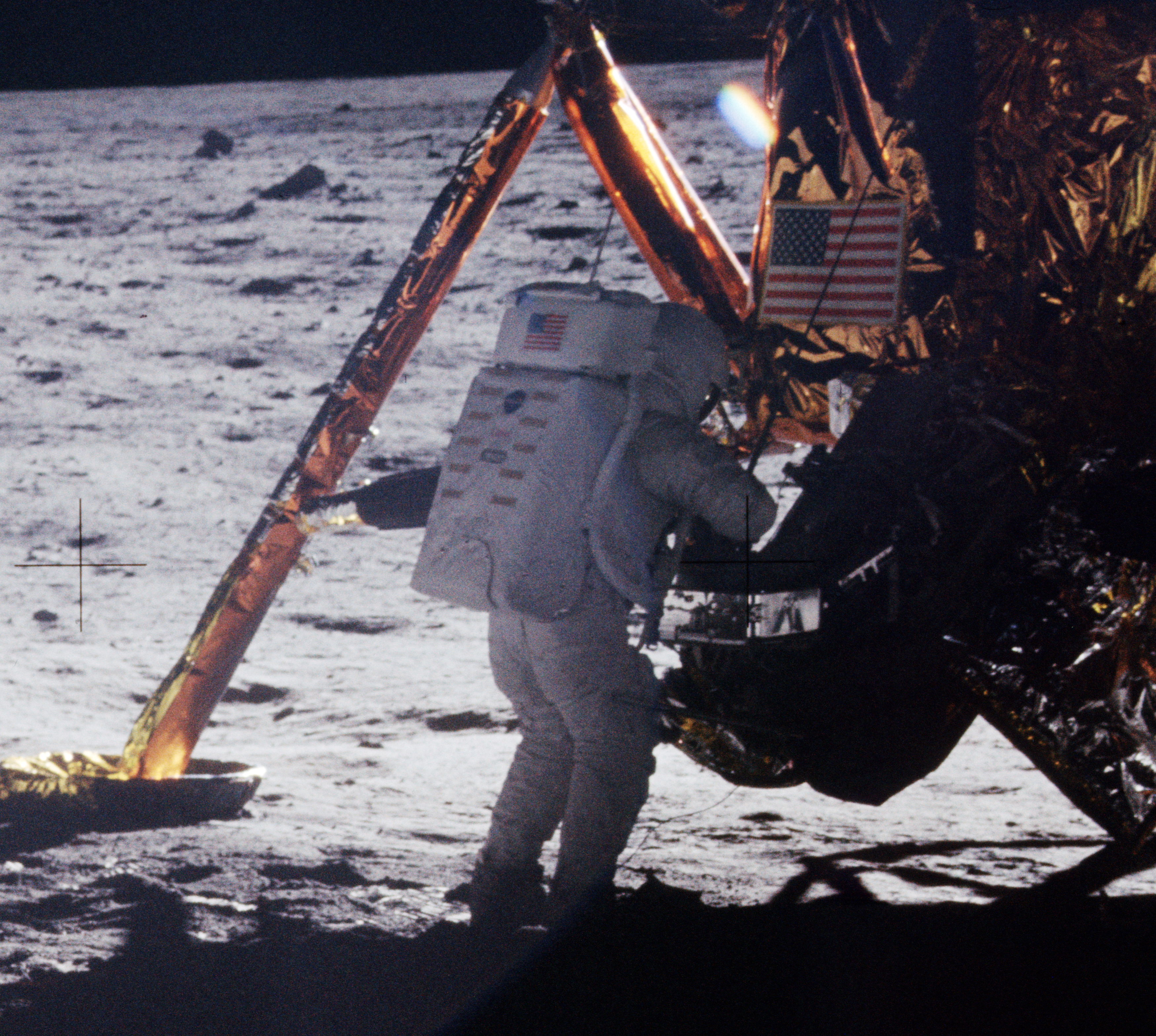
登月舱旁的阿姆斯特朗。这是他在月球表面为数不多的照片之一。

但在這個歷史性的時刻中，阿姆斯特朗在这句话中漏掉了一个字母“a”（one small step for a man），文法錯誤使句子不通：单独的“man”往往指的是“人类”而不是“个人”。阿姆斯特朗事后承认他有时会漏掉个别的音节，但他也“希望历史允许我犯下这个小错并意识到我当时不是故意漏掉的——虽然我也可能只是发音很轻。”
有证据显示阿姆斯特朗的确说了这个“a”。澳大利亚程序员皮特·山恩·福特（Peter Shann Ford）透過數位分析后发现，当时阿姆斯特朗确实说的是“a man”，但当时通讯设备的限制使这个“a”没被听到。福特没有把这个发现刊登在严肃的科学期刊上，而是放在了他的个人网站中。不过，身为奥本大学（Auburn University）教授的福特和阿姆斯特朗的授权传记作者詹姆斯·汉森（James R. Hansen）把这一发现报告给了对这一问题也作过研究的美国国家航空航天局。关于是否有“a”的争论被语言学家大卫·毕佛（David Beaver）和马克·利伯曼（Mark Liberman）发表在《语言日志》博客（Language Log）上。阿姆斯特朗本人希望在句子中包括“a”，但用括号。
“一大步”这句简单而又隽永的话只是着陆之后阿姆斯特朗大量思绪中的一件，并非事先想好的。阿姆斯特朗很清楚迈出第一步之后需要说点什么，所以提到“一步”似乎是个不错的开始。有假说称他有意识地借用了作家托尔金（J. R. R. Tolkien）的《哈比人历险记》中的一句话（“不是他个人特别大的一步，却是黑暗中的一步。”），或者是来自于航空航天局一位官员的一份备忘录。阿姆斯特朗否认了这两种说法。
阿姆斯特朗在月球上的一句话其实是“我马上就要从登月舱上迈开了”，之后他转身，踏在了月球表面上。此时，美国之音正在转播英国广播公司（BBC）的信号，当时全世界约有四亿五千万人在关注着这一瞬间。
阿姆斯特朗迈出第一步后十五分钟，奥尔德林也踏上了月球，成为了第二位踏上月球的人类成员。他们开始测试人类在月球上行走的可行性。一开始他们还掀开了登月舱梯子上登月纪念牌的遮盖物，并在地上插了一面美国国旗。这面国旗的顶端有一根铁丝，使旗子在无风的情况下依然能够展开。由于铁丝没有被拉直，国旗之前也一直是被折叠起来的，所以看起来似乎是有风在吹一般。地面上关于是否应该插国旗曾引起争论，阿姆斯特朗认为这不是一个大问题。迪克·斯雷顿曾告诉阿姆斯特朗他们会收到特别的通讯，但没有说信号那一头会是总统理查德·尼克松。
对于阿波罗11号在月球上的大量照片只有五张包括阿姆斯特朗这一点，奥尔德林解释说这是插完国旗后尼克松的电话所致。总统与阿姆斯特朗交谈了足足五分钟，而这正是计划中要给阿姆斯特朗拍照的时间。任务计划的时间安排精确到分钟，一旦错过便不会有机会补救。
将早期阿波罗科学实验包安装完毕后，阿姆斯特朗走到了登月舱60米外的地方，后来被命名为东环形山（East Crater）。这是两人在月球表面最远的活动距离。阿姆斯特朗的最后一个任务是把一个纪念牌放在月球表面上，以缅怀为航天事业牺牲的苏联宇航员尤里·加加林、弗拉基米尔·科马洛夫以及阿波罗1号的三位宇航员查菲、格里森和怀特。阿姆斯特朗和奥尔德林在登月舱外的时间约为两个半小时，是六次登月任务中最短的一次。之后的月表行走时间逐渐加长，到阿波罗17号时达到21小时。

#### 返回地球
回到登月舱后，舱门被关闭，舱内重新加压。在准备重新起飞时，两位宇航员发现他们不小心折断了一个断路器开关。如果无法修复，登月舱无法点火。奥尔德林使用一支圆珠笔进行连接，登月舱得以点火。奥尔德林仍然保留了这支救了他们命的圆珠笔。登月舱的起飞部份带着两位宇航员进入月球轨道，与指令舱重新对接，返回地球。

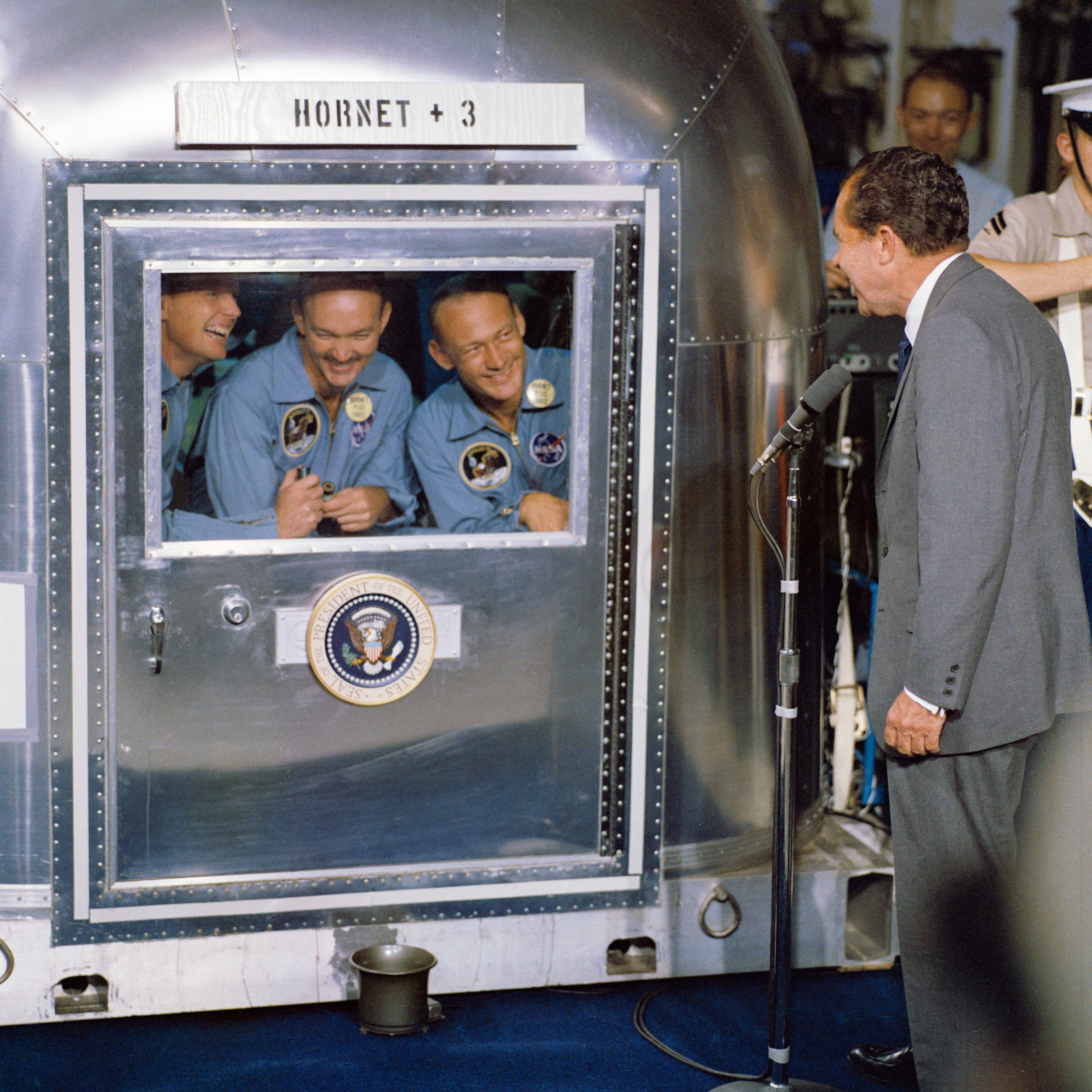
返回后，隔离舱内的阿波罗11号成员与尼克松总统交谈。

为了保证宇航员们没有在月球上感染某种未知疾病，三人返回后被隔离了十八天。之后三人被派到世界各地进行了一次四十五天的“伟大的一步”（Giant Leap）访问。阿姆斯特朗之后在鲍勃·霍普的劳军联合组织（United Service Organizations，USO）活动中亮相，回答士兵们的一些问题，消除他们的反战情绪。一些小报曾编造出阿姆斯特朗和一道参加劳军联合组织的女演员柯妮·斯蒂文斯（Connie Stevens）产生感情的故事。
1970年5月，阿姆斯特朗在苏联参加第十三届国际太空研究委员会（International Committee on Space Research）会议。从波兰抵达列宁格勒后，他又来到莫斯科，拜访了苏联总理阿列克谢·柯西金。阿姆斯特朗是西方世界第一个见到图-144超音速客机的，並到尤里·加加林太空人训练中心。训练中心对他来说有点“维多利亚风格”。一天的游览结束后，阿姆斯特朗很吃惊得看到了联盟9号发回的画面。阿姆斯特朗对这次任务毫不知情，虽然执行任务的宇航员阿德里安·尼科拉耶夫的妻子瓦莲京娜·捷列什科娃负责招待阿姆斯特朗。

### 阿波罗11号之后

#### 大学教授

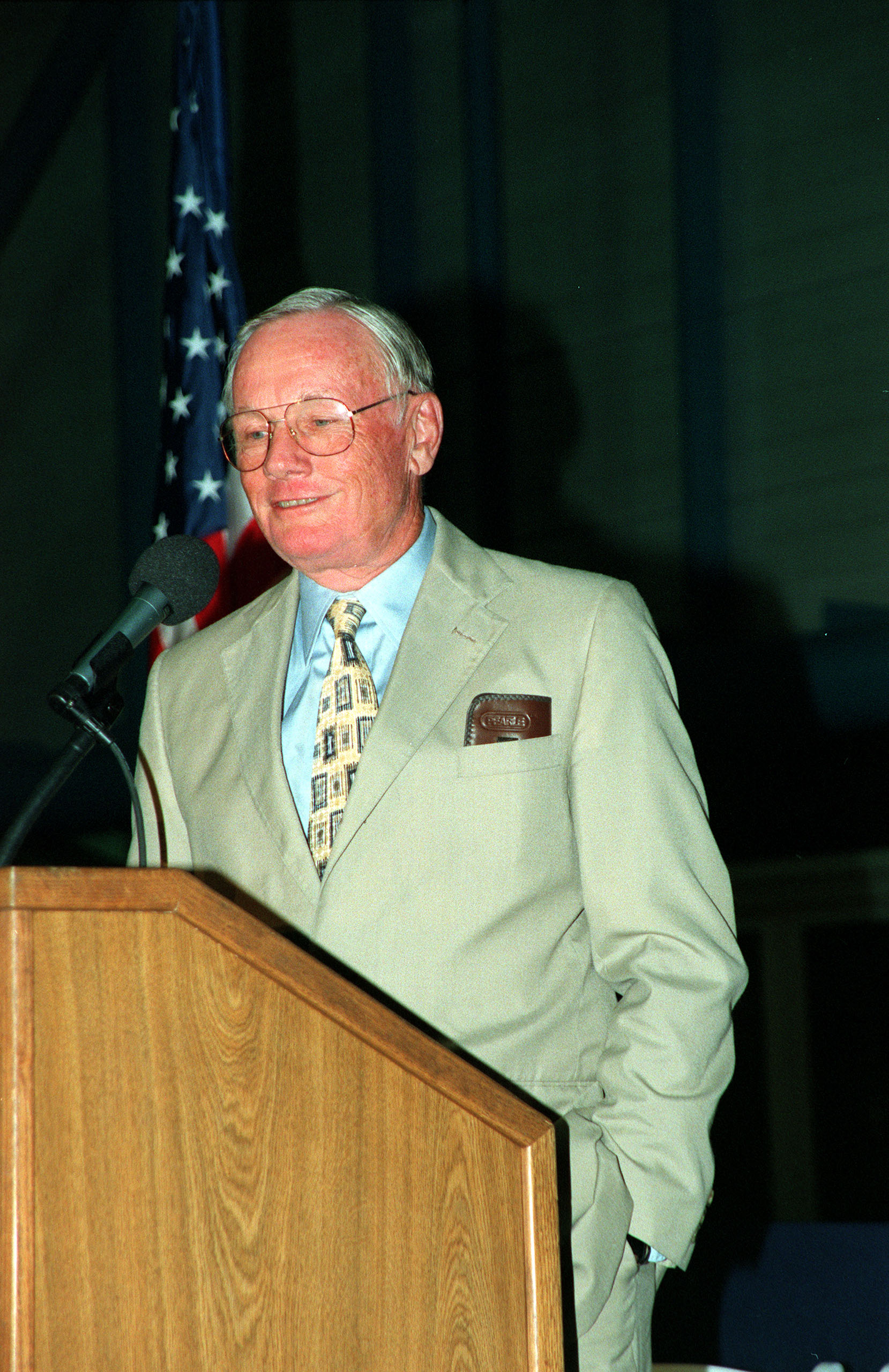
阿姆斯特朗在肯尼迪航天中心，1999年7月16日。

阿波罗11号任务后不久，阿姆斯特朗宣布他不会再次进入太空。在高级研究办公室（Office of Advanced Research and Technology）担任副主任十三个月后，1971年8月，他从航空航天局辞职，在辛辛纳提大學（University of Cincinnati） 工程系担任教授。
阿波罗11号后，阿姆斯特朗使用任务中的许多飞行经历代替了极超音速飞行模拟的毕业论文，获得了南加州大学的硕士学位。而他在多个大学（包括母校普渡大学）中选择规模较小的辛辛那提大学主要是因为不想引起同事的反感；他不想因为自己学位不夠高而直接担任教授，让其他人不满。阿姆斯特朗在辛辛那提大学的正式头衔是航空航天工程学教授。八年后，由于个人原因以及对学校逐渐改为公立大学的不满，阿姆斯特朗辞职。

#### 航空事业
阿姆斯特朗曾负责调查两次的太空事故。1970年的阿波罗13号返回后，他被分在埃德加·科特莱特（Edgar Cortwright）的调查小组中，给出了任务的准确时间表。他个人反对重新设计引起爆炸的氧气罐。1986年的挑战者号航天飞机灾难后，罗纳德·里根总统安排阿姆斯特朗担任罗杰斯委员会的副主席，负责调查任务的操作部份。

#### 商业活动
1971年从航空航天局退休后，阿姆斯特朗谢绝了许多企业聘请他担任代言人的邀请。第一家成功邀请他的是克萊斯勒汽車。阿姆斯特朗从1979年1月开始为克莱斯勒代言，同意的主要原因是克萊斯勒汽車有強大的工程部門，当时的财務状况也不是很理想。他还担任了美国银行家联合会（Bankers Association of America）等公司的代言人。阿姆斯特朗只接受过美国企业的邀请。
阿姆斯特朗还曾在马拉松石油（Marathon Oil）、里尔喷气机公司（Lear Jet）、塔夫脱传媒（Taft Broadcasting）、美国联合航空公司以及锡奥科尔（Thiokol）等公司的董事会任职。在罗杰斯委员会任职调查挑战者号航天飞机灾难期间，阿姆斯特朗调查过锡奥科尔生产的火箭推进器。2002年，他从EDO有限公司退休。

#### 1979年的事故
1979年秋，阿姆斯特朗在他自己位于俄亥俄州黎巴嫩（Lebanon）附近的农场工作期间，从卡车尾部跳下时，结婚戒指被卡在车轮上，使他的左手无名指被扯断。幸好，阿姆斯特朗保持冷静，找到了斷指并冷藏，最终在肯塔基州路易斯维尔的犹太医院重新接合。

#### 个人生活
阿姆斯壯退休後一直過著低調的生活，曾被多个政党邀请从政，但他每次都谢绝了。他是一个杰斐逊共和党人，反对美国四处担当“世界警察”的行为。1971年 ，因为对国家的贡献，他在西点军校被授予塞万努斯·塞耶尔奖（Sylvanus Thayer Award）。
1991年2月与朋友们在科罗拉多州滑雪时，阿姆斯特朗曾得过一次轻微的心脏病；他的父亲去世于一年前，母亲则是九个月前刚去世。患病期间，他与珍妮特分居，并在办理离婚手续。她厌倦了丈夫长期不在家的生活。1989年，一次商业活动后回家时，阿姆斯特朗发现了妻子的字条，决定分开。
1992年，在一次高尔夫球賽中，阿姆斯特朗认识了他的第二位妻子卡罗尔·海尔德·奈特（Carol Held Knight）。两人在用早餐時坐在一起，談話不多。几个星期后奈特接到阿姆斯特朗的電話，問她在做什麼。她回答她正在砍一棵樱桃树。35分钟后，阿姆斯特朗来到奈特家里帮忙。1994年6月12日，两人在俄亥俄州结婚，后来在加利福尼亚州的圣伊斯德罗农场（San Ysidro Ranch）举行了第二次婚礼。
1994年起，阿姆斯特朗开始拒绝签名的要求。之前他一直慷慨地回复，但后来发现他的许多签名都被出售，并有许多赝品。他的签名在eBay等拍卖网站上常常能卖到一千美元，阿波罗11号三名宇航员的签名往往能以五千美元的高价成交。如果还有人给他寄信要求签名，他会回复说他已不再提供这项服务。尽管这条规矩非常著名，作家安德鲁·史密斯（Andrew Smith）仍然在2002年的雷诺飞行竞赛（Reno Air Races）中看到有人在索取签名，甚至向别人说“只要你凑得足够近，他会签的。”他也不再向新的鹰级童子军成员寄出祝贺信，他认为祝贺信应该来自于真正认识这些孩子的人。

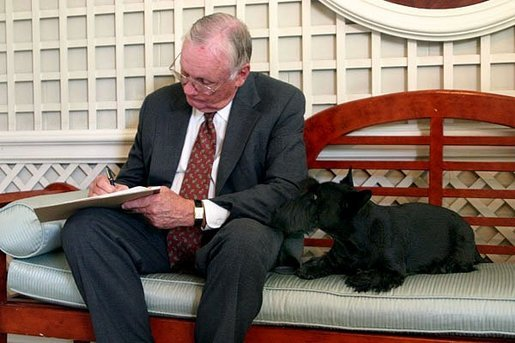
2004年7月21日纪念阿波罗11号三十五周年的活动时，阿姆斯特朗与总统的狗“巴尼 (狗)”在一起。

2005年，阿姆斯特朗说宇航员去火星应该比六十年代去月球要容易：“我认为虽然有很多困难，但不应该比我们开始阿波罗时面临的更严重。”对于自己的那次著名任务，他回忆说当时他认为只有百分之五十的可能会成功，“我非常高兴，非常激动，也很惊讶我们真的做到了。”
2012年5月，高齡82歲的他罕見接受了澳洲會計師公會（CPA Australia）的邀訪，進行了長達1小時的訪問，他也知道之後的許多陰謀論，但他笑著說：“大眾總是喜歡這種陰謀理論，有些還蠻有吸引力的，但對我來說從來都不是問題，因為我知道有一天會再有人們飛回到月球表面，把我留在那的那架攝影機帶回來。”

#### 法律纠纷
未经允许使用阿姆斯特朗的名字、照片和名言的情况多年来经常发生。1994年，他曾起诉豪马贺卡（Hallmark Cards），因为他的名字和“一小步”名言在一张圣诞卡中被擅自使用。这个案子最终庭外和解，豪马贺卡向阿姆斯特朗做出了赔偿，这笔钱被捐给了普渡大学。这个案例使阿姆斯特朗和航空航天局都对宇航员的肖像权更加重视。如果是非营利性机构或者是政府公共服务的广告，他一般都会允许。在美国有超过十所中小学以他命名；在沃帕科内塔有一家阿姆斯特朗航空航天博物馆，他本人与之毫无关联。
2005年5月，阿姆斯特朗与为他服务二十年之久的理发师产生了冲突；俄亥俄州黎巴嫩的马克思·塞兹莫尔（Marx Sizemore）在阿姆斯特朗不知情的情况下将他的头发卖给了一位收藏家，售价达三千美元。阿姆斯特朗威胁塞兹莫尔，如果不能要回头发或者将所得捐给慈善机构的话，他将诉诸法律。塞兹莫尔没能要回头发，只好向阿姆斯特朗指定的慈善机构捐赠了三千美元。

### 逝世

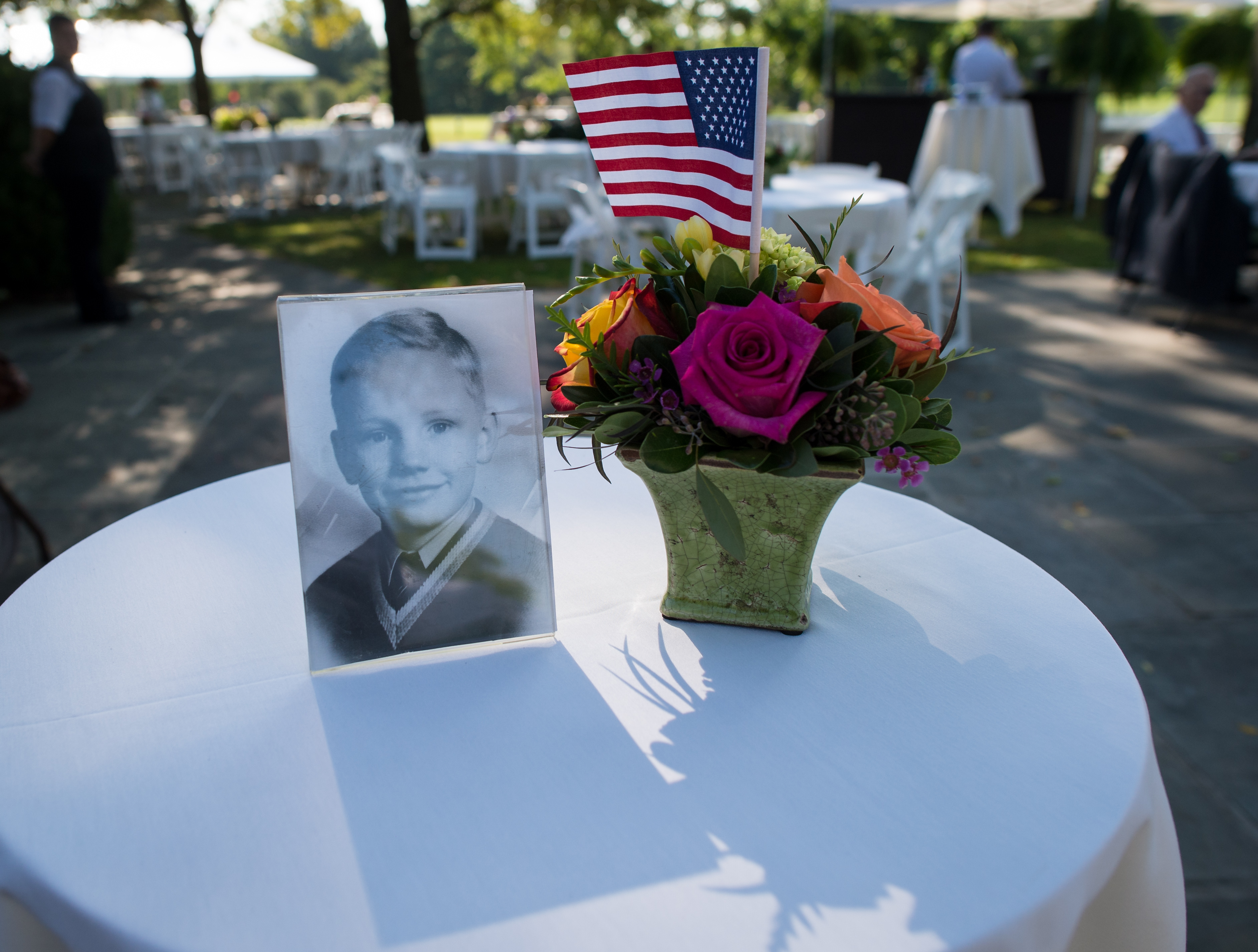
尼尔·阿姆斯特朗幼年照片，攝於2012年8月31日尼尔·阿姆斯特朗葬禮上。

2012年8月7日，阿姆斯特朗因心脏冠状动脉阻塞而入院接受心脏搭桥手术。8月25日，因手术后并发症去世，享壽82岁。葬禮在其家鄉俄亥俄洲沃帕科內塔舉行。美国总统贝拉克·奥巴马下令8月31日全國降半旗以示紀念。

## 大眾文化
在电影《阿波罗13号》中，阿姆斯特朗由马克·维勒（Mark Wheeler）扮演。在1998年的连续短剧《从地球到月球》中，阿姆斯特朗由托尼·戈德温（Tony Goldwyn）扮演。
2018年，电影《登月先鋒》中，由達米恩·查澤雷執導，妮可·帕爾曼和喬許·辛格編劇。瑞恩·高斯林飾演尼爾·阿姆斯壯。
《機動戰士ZGUNDAM》亦有向阿姆斯特朗致敬，虛構的月面都市「馮·布朗」的中央紀念公園，是以阿姆斯特朗來命名，名為Armstrong Plaza，設有複製的登陸艙，以及登月腳印紀念碑。
《坎巴拉太空计划》在对应月球的星球Mun，与阿波罗11号着陆的相同经纬度位置上设有一个彩蛋纪念碑，上面有阿波罗11号登月段模型、美国国旗，另外挂有写有阿姆斯特朗名称与生卒年份的牌子。

### 出处
1. ↑  . January 17, 2007. （原始内容存档于2007-07-01）.
2. ↑  James R. Hansen, First Man: The Life of Neil A. Armstrong, Simon & Schuster, 2005, pages 49–50
3. ↑  Ibid, page 55
4. ↑  Ibid, pages 124–127
5. ↑  Ibid, page 128
6. ↑  Ibid, chapter 7
7. ↑  Ibid, chapter 8
8. ↑  Ibid, chapter 9
9. ↑  Ibid, page 112
10. ↑  Ibid, page 118
11. ↑  Ibid, chapter 11
12. ↑  Ibid, page 145
13. ↑  Ibid, page 173
14. ↑  Ibid, pages 234–238
15. ↑  Ibid, chapter 19
16. ↑  原文："The crew reacted as they were trained, and they reacted wrong because we trained them wrong."
17. ↑  Kranz, G.: "Failure Is Not an Option: Mission Control from Mercury to Apollo 13 and Beyond.", page 174. Simon & Schuster, 2000
18. ↑  原文："The guys who are going to fly the first lunar missions are the guys in this room."
19. ↑  Bob Gilruth，时任载人航天中心主任
20. ↑  原文："Secondly, just on a pure protocol basis, I figured the commander ought to be the first guy out...I changed it as soon as I found they had the time line that showed that. Bob Gilruth approved my decision."
21. ↑  "First Man", chapter 25
22. ↑  原文："Houston, Tranquility Base here. The Eagle has landed."
23. ↑  .   [2007-05-03]. （原始内容存档于2007-04-27）.
24. ↑  原文："would hope that history would grant me leeway for dropping the syllable and understand that it was certainly intended, even if it wasn't said—although it might actually have been."
25. ↑  http://www.timesonline.co.uk/article/0,,3-2384628,00.html%5B%5D
26. ↑  Peter Shann Ford. . 2006-09-17  [2006-10-04].[永久]
27. ↑  .   [2006-10-21]. （原始内容存档于2006-10-04）.
28. ↑  Software revises Armstrong's moon quote (Oct. 1, 2006)
29. ↑  Language Log. .   [2007-05-27]. （原始内容存档于2017-11-08）. (including audio)
30. ↑  Language Log. .   [2007-05-27]. （原始内容存档于2017-11-08）.
31. ↑  Language Log. .   [2007-05-27]. （原始内容存档于2017-11-08）.
32. ↑  Language Log. .   [2007-05-27]. （原始内容存档于2017-11-08）.
33. ↑  Language Log. .   [2007-05-27]. （原始内容存档于2017-11-08）.
34. ↑  Language Log. .   [2007-05-27]. （原始内容存档于2017-11-08）.
35. ↑  Carreau, Mark. . 2006-09-29  [September 30, 2006]. （原始内容存档于2006-10-04）.
36. ↑  http://itre.cis.upenn.edu/%7Emyl/languagelog/archives/003635.html （页面存档备份，存于）
Neil Armstrong's biographer, James Hansen, in an E-Mail quoted at http://itre.cis.upenn.edu/%7Emyl/languagelog/archives/003635.html （页面存档备份，存于）: Neil only composed the phrase in his head sometime after the landing and going through all the emergency liftoff procedures, etc. He had no more than two hours from the time he thought it up to the time he uttered it.
37. ↑  原文："not a great leap for a man, but a leap in the dark"
38. ↑  原文："I'm going to step off the LM now"
39. ↑  David Harland Exploring the Moon: The Apollo Expeditions. 1999, ISBN 978-1-85233-099-6
40. ↑  Alan L. Heil. Voice of America: A History. 2003, ISBN 978-0-231-12674-8
41. ↑  .   [2007-05-27]. （原始内容存档于2011-11-08）.
42. ↑  James R. Hansen, First Man: The Life of Neil A. Armstrong, Simon & Schuster, 2005, pages 566–582
43. ↑  原文："a bit Victorian in nature"
44. ↑  Ibid, pages 582–584
45. ↑  Ibid, pages 590–594
46. ↑  Ibid, pages 60–603
47. ↑  Ibid, pages 610–616
48. ↑  Ibid, pages 595–596
49. ↑   (新闻稿). EDO Corporation. 2000-02-08  [2006-07-01]. （原始内容存档于2006-10-17）.
50. ↑  . Washington Port Magazine. July 11, 1999  [November 14, 2006]. （原始内容存档于2004-04-04）.
51. ↑  James R. Hansen, First Man: The Life of Neil A. Armstrong, Simon & Schuster, 2005, pages 600–601
52. ↑  原文："If you shove something close enough in front of his face, he'll sign."
53. ↑  Smith, A.: "Moondust.", page 134. Bloomsbury, 2005
54. ↑  "First Man", page 623
55. ↑  原文："I suspect that even though the various questions are difficult and many, they are not as difficult and many as those we faced when we started the Apollo (space program) in 1961."
56. ↑  原文："I was elated, ecstatic and extremely surprised that we were successful."
57. ↑  . 2012-05-26  [2016-11-16]. （原始内容存档于2016-11-16）.
58. ↑  . 2018-11-13  [2021-03-24]. （原始内容存档于2021-04-23）.
59. ↑  Knight, Andy. . Cincinnati.Com. Winter 2000  [2006-07-01]. （原始内容存档于2014-07-11）.
60. ↑  .   [2012-08-26]. （原始内容存档于2012-08-27）.
61. ↑  . ABC World News with Diane Sawyer. August 25, 2012  [2012-08-25]. （原始内容存档于2012-08-25）.

### 书籍
- James R. Hansen. . Simon & Schuster. 2005. ISBN 978-0-7432-5631-5.
- Gene Kranz. . Simon & Schuster. 2000. ISBN 978-0-7432-0079-0.
- Andrew Smith. . Bloomsbury. 2005. ISBN 978-0-7475-6368-6.
- Thompson, Milton O. (1992) At The Edge Of Space: The X-15 Flight Program, Smithsonian Institution Press, Washington and London. ISBN 978-1-56098-107-7
- Eric M. Jones (1995). Apollo 11 Lunar Surface Journal （页面存档备份，存于）. Retrieved January 26, 2006.
- Scott Cornish, Tahir Rahman, Bob McLeod, Ken Havekotte and John Reznikoff. Neil Armstrong Signature Exemplars （页面存档备份，存于）. Retrieved January 26, 2006.
- Cambridge Biographical Dictionary. Cambridge, England: Cambridge University Press, 1990.

### 改編電影
- 《登月先鋒》，由雷恩·葛斯林飾演阿姆斯壯。